# دم‌آب (فلارد)
دم‌آب، روستایی در دهستان پشتکوه بخش امامزاده حسن شهرستان فلارد در استان چهارمحال و بختیاری ایران است.

## جمعیت
بر پایه سرشماری عمومی نفوس و مسکن در سال ۱۳۹۵، جمعیت این روستا برابر با ۷۷۷ نفر (۲۴۵ خانوار) بوده‌است.